# چائولاکاتی
چائولاکاتی (به لاتین: Chaulakati) یک روستا در بنگلادش است که در استان باریسال و در ناحیه باریسال واقع شده است.